# Бомбардування Неаполя

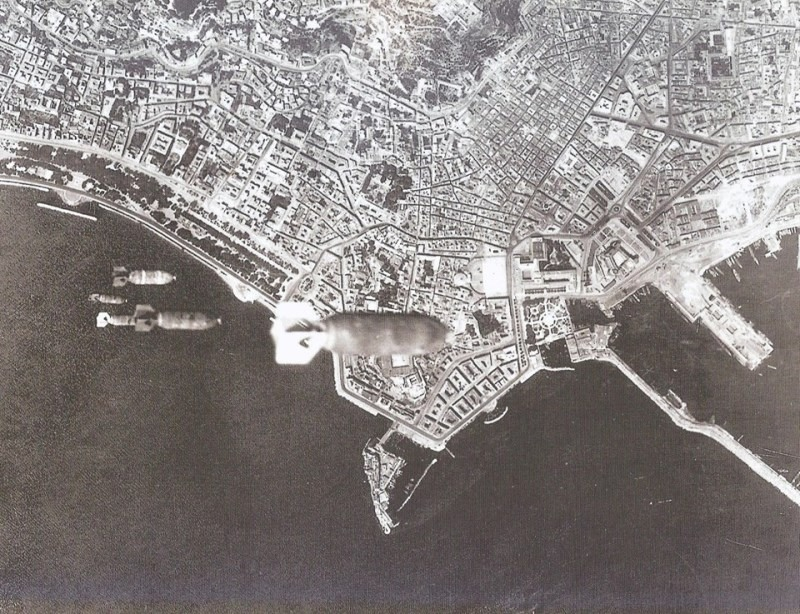

З усіх італійських міст, Неаполь найчастіше зазнавав бомбардувань під час Другої світової війни.
У період між 1940 та 1944 роками союзниками було скоєно близько 200 авіанальотів на Неаполь, з яких 180 скоєно у 1943 році. Чисельність жертв серед мирних жителів варіюється від 20 000 до 25 000 осіб. Основними цілями для бомбардувань у Неаполі були портові та залізничні об'єкти, а також промислові, в основному нафтопереробні, заводи у східній частині міста та велика промислова зона у західній частині міста.
Найбільше бомбардування відбулося 4 серпня 1943, коли 400 літаків B-17 з Північної Африки попрямували до Неаполя для знищення бази підводних човнів, але фактично розбомбили не базу, а саме місто. Були зруйновані одна католицька церква та лікарня, а також завдано пошкоджень багатьом кораблям у гавані.